# Диспетчер задач
Диспетчер задач — компьютерная программа (утилита) для вывода на экран списка запущенных процессов и потребляемых ими ресурсов (в частности статус, процессорное время и потребляемая оперативная память). В качестве дополнительных функций, диспетчер задач может предложить возможность завершить один из процессов или присвоить ему другой приоритет. В некоторых операционных системах данная программа позволяет наблюдать загруженность процессора, оперативной памяти, сетевых подключений и других ресурсов.

## Диспетчеры задач в разныхОС

### Microsoft Windows

Диспетчер задач в Windows 2000/XP

Диспетчер задач — встроенная в операционную систему утилита, имеющая в себе следующие вкладки:
- Приложения. Позволяет включать и завершать приложения.
- Процессы. Разнообразные данные обо всех запущенных в системе процессах, можно завершать, менять приоритет, задавать соответствие процессорам (в многопроцессорных системах)
- Службы (начиная с Vista). Сведения обо всех службах Windows.
- Быстродействие. Графики загрузки процессора (процессоров), использования оперативной памяти.
- Сеть (отсутствует в случае отсутствия активных сетевых подключений). Графики загрузки сетевых подключений.
- Пользователи (только в режиме администратора). Управление активными пользователями.

Также существуют программы сторонних производителей, имеющие схожую функциональность:
- Process Hacker (бесплатно, лицензия GNU)
- Различные файловые плагины (AceHelper, Processes и др.) для Total Commander
- Плагин Список процессов (Process list) для Far Manager
- AnVir Task Manager

### UNIX,GNU/Linux

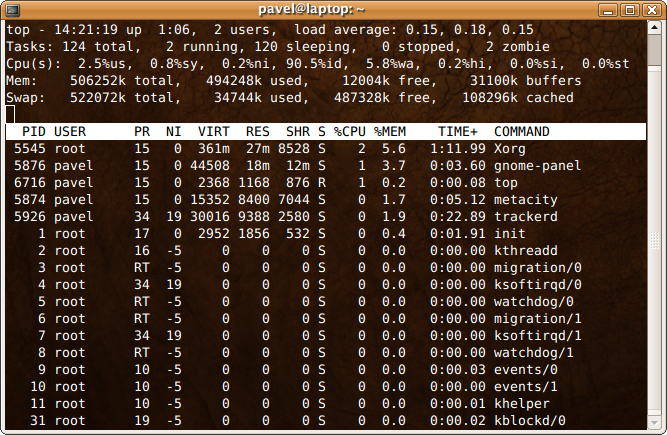
Команда top в Linux

Список процессов можно вызвать из консоли, запустив интерактивную программу top. Часто используется и неинтерактивная программа ps, позволяющая извлечь необходимую информацию об отдельных процессах с помощью скриптового языка. Также существует множество графических оболочек для разных сред рабочего стола: KDE System Guard и KTop для KDE 3, System Activity для KDE 4, System Monitor для GNOME, Xfce Task Manager для Xfce, LXTask (LXDE), и т. д.

### Mac OS
Начиная с версии Mac OS X, утилита диспетчера задач называется Activity Monitor (Мониторинг системы). До этого она называлась Process Viewer.